# جواو لورنسو (لاعب كرة قدم)
جواو لورنسو (بالبرتغالية: João de Matos Moura Lourenço‏) مواليد 8 أبريل 1942 في البرتغال، هو لاعب كرة قدم برتغالي سابق كان يلعب كمهاجم. سبق له أن لعب في كأس العالم لكرة القدم مع منتخب بلاده. لعب خلال مسيرته 207 مباريات سجل خلالها 132 هدفاً.

## المسيرة الاحترافية
ولد لورنسو في ألكوباكا وبدأ بلعب كرة القدم عام 1960 مع إحدى الأندية المحلية. وبعد مضي موسم واحد وقع عقداً مع نادي أكاديميكا كويمبرا.
انضم لورنسو خلال صيف عام 1964 إلى نادي سبورتينغ لشبونة الذي يلعب ضمن الدوري البرتغالي الممتاز مستقراً في العاصمة لشبونة لمدة ثمانية سنوات وفاز بطولتي الدوري البرتغالي الممتاز عام 1966 وعام 1970. كان عضواً في منتخب البرتغال لكرة القدم وشارك في كأس العالم لكرة القدم 1966 الذي أقيم في إنجلترا. واعتزال لورنسو لعب كرة القدم في شهر يونيو من عام 1972، وقد بلغ عمره 30 عاماً. وسجل خلال مسيرة لعبه 145 هدفاً في 219 مباراة رسمية لفريق "الأسود"، متضمنةً 93 هدفاً في الدوري البرتغالي. وسجل لورنسو أربعة أهداف في أكتوبر 1965 محققاً فوزاً حاسماً 4-2 ضد نادي بنفيكا كما انتهى الفوز لسبورتينغ لشبونة في البطولة المحلية. أما في المنافسة الأوروبية فقد أضاف 18 هدفاً، إلّا أن ليدسون تجاوزها بعد سنوات عديدة.

### أندية لعب لها
- نادي أكاديميكا كويمبرا
- سبورتينغ لشبونة

## وصلات خارجية
- جواو لورنسو على موقع الاتحاد الدولي (مؤرشف)  (الإنجليزية)
- جواو لورنسو على موقع قاعدة بيانات كرة القدم.إي يو (الإنجليزية)
- جواو لورنسو على موقع Soccerway.com (الإنجليزية)